# Rodina liturgických ritů
Rity či obřady (latinsky ritus), liturgické rity a rodiny liturgických obřadů v rámci křesťanské liturgie označují rodiny liturgií, ritů, modliteb a další praxe historicky spojené s místem, denominací nebo skupinou. Obřady se často vzájemně ovlivňují, například při liturgické latinizaci, a obsahují podskupiny známé jako zvyklosti. Existují dvě široké kategorie, do nichž se rituální rodiny řadí: Latinský nebo západní obřad spojený se západním křesťanstvím a východní obřad spojený s východním křesťanstvím. Nejrozšířenějším obřadem je římský ritus, který je sám o sobě latinským liturgickým obřadem a dále se dělí na liturgické zvyklosti.

## Definice

Linie západosyrského ritu

Linie východosyrského ritu

Slovo ritus se často používá pro označení konkrétních křesťanských obřadů. Ritus se také začal používat pro označení úplného schématu bohoslužby spojeného s určitou křesťanskou denominací nebo tradicí, obvykle zahrnující liturgie pro slavení eucharistie, kanonické hodinky a svátostné obřady. Rity obvykle vyplývají z místních variant a tradic, někdy se dále rozlišují jako zvyklosti rodin ritů. Některé rituální rodiny vznikly v raných ohniscích křesťanství, jako byl Řím (římský ritus), Alexandrie (alexandrijský liturgický ritus) a Antiochie (východní a západní syrský ritus). Římský ritus se dále dělí na liturgie z období po Druhém vatikánském koncilu, jako je mše Pavla VI. a liturgie hodin, a předkoncilní liturgie, jako je tridentská mše a božské oficium podle římského breviáře.
Některé křesťanské denominace zahrnují více rituálních rodin. Katolická církev používá různé latinské liturgické obřady latinské církve spolu s obřady, které tvoří východní katolickou liturgii. Použití těchto liturgických obřadů je určeno partikulární církví celebrujícího duchovního; další katolické obřady jsou spojeny s katolickými řeholními řády, jako je dominikánský ritus a karmelitánský ritus. Liturgické obřady východních katolických církví se často liší od stejných obřadů, které používají nekatolické denominace, což je někdy výsledkem liturgické latinizace. V rámci pravoslaví převládá byzantský obřad – včetně liturgie svatého Jana Zlatoústého a byzantské verze liturgie svatého Marka – a v omezené míře se uplatňuje západní pravoslavný obřad.